# Avenida Madre Benvenuta (Florianópolis)
A Avenida Madre Benvenuta é uma avenida de Florianópolis, Santa Catarina. Interliga os bairros da Trindade e do Santa Mônica a SC-404, no bairro Itacorubi, ligando as regiões dos campus da Universidade Federal de Santa Catarina (UFSC) e da Universidade do Estado de Santa Catarina (UDESC), as maiores universidades de Florianópolis.

## Histórico
Era antes chamada de Rua da Gruta devido à Gruta Nossa Senhora de Lourdes, localizada ali desde 1913. Nos anos 1950, a Sociedade Divina Providência, que administrava a gruta e o convento vizinho a ela e já mantinha uma chácara com plantações e gado na região, adquiriu glebas de terras na região entre os rios Itacorubi, do Sertão e do Mangue do Itacorubi, com uma área de 603 mil metros quadrados. Com isso, foi criado o Jardim Santa Mônica em 1957, do qual a Avenida Madre Benvenuta passou a ser a via principal. O objetivo era construir um loteamento que fosse mais afastado e sossegado, num contraponto à verticalização urbana no Centro.
As irmãs da Sociedade Divina Providência que ajudaram a coordenar a compra das terras foram Amadea Berchmann e Benvenuta Rolin. A Madre Benvenuta, falecida em 1949, que também é conhecida por ter sido uma das fundadoras do Colégio Coração de Jesus em 1898, teve seu nome dado a avenida como homenagem no dia 21 de maio de 1957.
Com o tempo o bairro deixou de ser afastado e perdeu sua ideia inicial de sossego, e hoje é um dos grandes corredores comercial e gastronômicos de Florianópolis. A presença da Universidade do Estado de Santa Catarina, que fica na ponta leste da avenida, e da Universidade Federal de Santa Catarina, cujo campus principal fica a 600m da via, além do Shopping Villa Romana, contribuem para o novo status da via.

## Características
A Avenida Professor Henrique da Silva Fontes, sequência da Avenida Beira Mar Norte, atravessa a via, dividindo-a em dois trechos: a oeste, o do bairro Trindade, e leste, o do bairro Santa Mônica. Desde o início, saindo da rua Lauro Linhares na Trindade, até próximo ao Supermercado Angeloni, já no Santa Mônica, são quatro faixas, duas em cada sentido, e a partir dali até o final, na Rodovia Admar Gonzaga (SC-404), os sentidos são divididos por um canteiro. Parte do canteiro foi convertido em uma ciclovia.
Atualmente a avenida abriga diversas lojas de decoração de interiores, eletrônicos, automóveis, roupas, bares e restaurantes, além de vários pontos de interesse, e é considerada a principal rua comercial do bairro Santa Mônica.
Como destaques, na parte que fica no Santa Mônica localizam-se o Shopping Villa Romana, o antigo Iguatemi Florianópolis, e o campus da UDESC. Enquanto os prédios originais do campus ficam do lado norte da avenida, o prédio da TELESC, que fica ao sul da Madre Benvenuta, foi adquirido pela universidade, passando a fazer parte do campus e transformado em prédio da reitoria. Ele faz parte de um conjunto de prédios da fase modernista da arquitetura catarinense.
Já no trecho da Trindade ficam a sede do Paula Ramos Esporte Clube, a Escola de Educação Básica Simão José Hess, a União das Instituições Educacionais de São Paulo (Faculdade Barddal) e Centro de Ensino da Polícia Militar, onde fica o Colégio Militar Feliciano Nunes Pires e Paróquia Militar Cristo Rei. A Gruta Nossa Senhora de Lourdes e a Casa da Divina Providência, o convento da Sociedade Divina Providência, também ficam ali, separados pela avenida, ao lado da Avenida Professor Henrique da Silva Fontes.

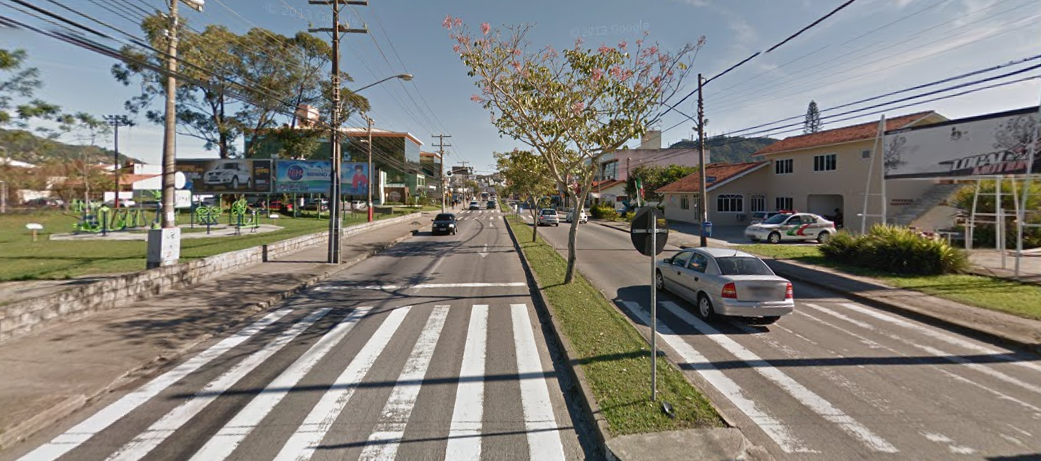
Avenida Madre Benvenuta próxima à Praça Maria Teresa Kock, no Santa Monica.